# 中垣克久
中垣 克久（なかがき かつひさ、1944年 - ）は、日本の彫刻家・美術家。飛騨市立中垣克久彫刻庭園美術館名誉館長。

## 人物
1944年飛騨に生まれ飛騨で育つ。1968年東京藝術大学大学院彫刻家修了。1978年第1回ロダン大賞展を皮切りに、長野野外彫刻特別賞など受賞。1987年芸術と文化に貢献したとして中曽根内閣総理大臣より表彰。イタリア・ミラノ国立ブレラ美術学校で学び、全国各地にモニュメントを制作建立。

## 略歴
- 1944年
  - 岐阜県高山市にて父・正夫、母・久子の二男として誕生
  - その後、細江村杉崎へ移住（現 飛騨市）細江小学校、宮城中学校、吉城高等学校を卒業（現飛騨市内の学校）
- 1964年
  - 第7回日展初入選
  - 第8回日展建佳入選
- 1966年
  - 新潟大学芸能学科工芸学科卒業
  - 学部総代として学友会賞を受く
- 1968年
  - 東京芸術大学大学院彫刻科修了
  - 同大副手に採用
  - 第32回新制作協会展初出品初入選、以来現在まで毎年出品
  - 在学中の師菊池一雄の制作助手
- 1969年
  - 第33回新制作協会展新作家賞
- 1970年
  - 第34回新制作協会展新作家賞連続受賞
  - 第9回現代日本美術展入選（毎日新聞主催）
  - 東京芸術大学美術科文部教官助手
- 1971年
  - 文化女子大学講師
  - 以後教授・研究室室長を歴任
- 1986年
  - 第1回ロダン大賞展ロダン大賞（サンケイグループ　外務省）
- 1987年
  - 芸術文化に貢献　表彰・総理大臣中曽根康弘（首相官邸）
  - 丹沢野外彫刻展　神奈川県買上げ
- 1988年
  - 長野野外彫刻賞特別賞
  - 公費留学　ミラノ・ブレラアカデミア　彫刻科マルゲーゼ教室
- 1989年
  - 飛騨市渡邊酒造モニュメント
  - 作家司馬遼太郎と共同建立

1996年
- - 大阪松竹座修復、彫刻監修
  - 企画展「中垣克久・音楽で語るかたち」（ギャラリーせいしょう東京）
- 1997年
  - 中垣克久彫刻美術館開館（アートインふれあい館・飛騨市）
  - 企画展「中垣克久　音楽の彫刻展」（松坂屋デパート本店・名古屋）
  - 企画展「中垣克久　音楽彫刻展」（神奈川県立藤野芸術の森美術館）
- 1999年
  - 企画展「音楽で語る中垣克久彫刻展」（高島屋デパート・東京・名古屋・大阪）
- 2002年
  - 東海北陸自動車道　卯の花街道　開道モニュメント「山に生きる」
- 2004年
  - ビックウェーブ展（高島屋デパート本店・東京日本橋）
  - 中華人民協和国上海現代美術館　日中友好展（上海・中国）
- 2005年
  - 企画展「中垣克久彫刻展」（アートサロン光玄・名古屋）[2]